# Теон Грејџој
Теон Грејџој (енгл. Theon Greyjoy) је измишљени лик из серије епско-фантастичних романа Песма леда и ватре америчког аутора Џорџа Р. Р. Мартина и њене телевизијске адаптације Игра престола. Теон је најмлађи син и наследник Белона Грејџоја, ког је лорд Едард „Нед” Старк узео за штићеника након Белонове неуспеле побуне. Теонов сложен и проблематичан однос са његовом породицом и његовим отмичарима је централни део приче лика кроз романе и њихову телевизијску адаптацију.
Представљен у роману Игра престола из 1996. године, Теон се касније појавио у романима Судар краљева (1998) и Плес са змајевима (2011), у ком је поново представљен као „Смрад”, мучена жртва Ремзија Болтона. Он је једна од главних тачака гледишта у трећем лицу кроз које Мартин приповеда обе књиге.
Теона је тумачио енглески глумац Алфи Ален у HBO-овој телевизијској адаптацији.